# 蔚州城墙
蔚州城墙，位于中国河北省张家口市蔚县，为原蔚州城墙。始建于北周，今存城墙为明代所建，现存长度1600米。2013年，蔚州古城墙列入全国重点文物保护单位。

## 历史
北周大象二年（580年），蔚州城墙始建。明洪武十年（公元1377年），重筑城墙。
1997年，重建南门万山楼。

## 形制
蔚州城墙形状不规则，周长3.8公里。设三门，东为安定门，南为景仙门，西为清远门；三门之上各有城楼，分别为景阳楼、万山楼、广运楼。
今东西城门已毁，仅存南门。城墙尚存北面、西面北部，东面、南面城墙已毁。